# Spur

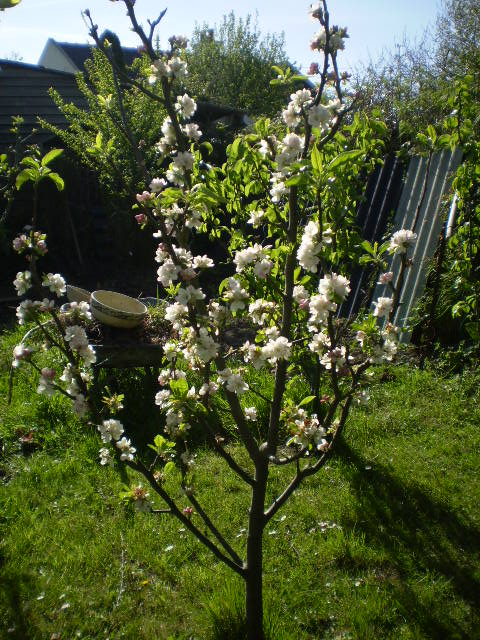
Un exemple de pommier 'spur', la variété 'Reinette Clocharde'.

Pour un arbre fruitier, un spur (mot anglais signifiant « éperon ») est une petite branche fine et courte, partant d'une branche charpentière, et qui porte de nombreux boutons à fleurs.
On qualifie aussi de « spur » un cultivar dont la croissance naturelle se fait par apparition de spurs. Cette propriété peut résulter d'une réaction de la plante à force de taille ou par extinction naturelle. Les spurs se développent en général sur les branches âgées de 2 ans.
De plus, les arbres de type spur sont peu ramifiés et à entre-nœuds plus courts. Les cultivars spurs d'une variété sont en général un peu moins vigoureux, c'est pourquoi on utilise des porte-greffes appropriés. Les arbres de type spur ne sont donc a priori pas forcément plus petits. On considère qu'en greffant un spur sur le même type de porte-greffe qu'un non-spur de la même variété, on obtient un arbre 30 % plus compact. Les spurs doivent donc être greffés de préférence sur des porte-greffes vigoureux.
L'arbre a toutefois un aspect plus compact et le port est plus érigé (type I ou II chez le pommier). La taille de fructification est nettement plus simple pour l'horticulteur : le débutant ne risque pas d'éliminer la totalité des futurs fruits de l'année. Ces cultivars sont donc particulièrement recommandés dans les petits jardins familiaux.
De nombreuses variétés sont disponibles en version spur ou non-spur. Pour les pommiers, une même variété peut avoir des cultivars de type spur, certains de type semi-spur et d'autres qui n'ont pas cette propriété de fructification, il faut donc bien s'informer.
Un cultivar de type spur a aussi l'avantage de produire plus jeune des fruits qu'un arbre de type non-spur. Les fruits sont généralement plus allongés, plus verts, plus sensibles à la rugosité. La sensibilité à la rugosité et la moindre productivité sont les deux handicaps majeurs qui limiteraient leur développement en verger de production.
Toutefois, les cultivars de type spur sont souvent des mutants sélectionnés aussi pour d'autres qualités par exemple une couleur d'épiderme plus prononcée ou apparaissant plus tôt ce qui permet d'avancer la cueillette. Pour le pommier, c'est par exemple le cas du 'Red Windsor' qui supplante le cultivar ordinaire 'Alkmène'. 

## Arbres à port colonnaire
Les arbres à port colonnaire sont une forme de type spur mais tous les cultivars de type spur ne sont pas forcément à port colonnaire.

## Exemple decultivarsspur depommier
- Reinette Clochard
- 'Delblush' (Tentation)[3]
- Golden Delicious Spur : 'Compact Gold', 'Golden Auvil Spur', 'Stark Goldenspur', Spur 'Yellowspur'
- Belle de Boskoop Spur ou Spurkoop
- Spur Galagored
- Red Spur Delicious
- 'Red Windsor'[4]
- Trumdor 'Oregon Spur'
- 'Stark Spur : Ultra Red' Flatar, 'Dixiered', 'Supreme Red', 'Ultra Stripe'
- 'Oregon Spur n°2' Vanles'
- 'Scarlet Spur Evasni'
- 'Topspur Okanored'
- 'Granspur'
- 'Greenspur'
- 'Emerald'
- 'Mac Excel'
- 'Maypole'
- 'Ballerina'

## Propagation
Dans le cas des pépins d'une pomme d'un colonnaire, issus d'une fleur fécondée par le pollen d'un colonnaire de variété différente, il y a 44 % de probabilité de produire un pommier colonnaire, le gène du caractère colonnaire étant récessif. Par contre si le deuxième parent n'est pas un colonnaire, la probabilité sera de moins de 1 %.
Le caractère colonnaire est dominant comme le montre la généalogie des variétés diffusées.